# Dan Wesson Firearms
A Dan Wesson Firearms (DW), parte da CZ-USA, é uma fabricante de armas de fogo Norte americana. A sede fica em Kansas City, Kansas, enquanto o serviço de atendimento ao cliente e a fábrica, ficam em Norwich, Nova York. A Dan Wesson Firearms é conhecida por sua expertise em revólveres e alguns tipos de munição que ela introduziu ao longo dos anos; mais recentemente, ela tem se dedicado exclusivamente à produção de pistolas estilo "M1911".

## Histórico
Daniel B. Wesson II trabalhou na Smith & Wesson de 1938 até 1963, especificamente no controle de produção e qualidade. Depois da aquisição da Smith & Wesson pela Bangor Punta, Wesson se preparou para abrir sua própria empresa, para produzir revólveres genuinamente americanos de alta qualidade, tanto para uso em serviço quanto para competições. A Dan Wesson Arms, foi fundada em 1968, com sede e produção localizadas no prédio de uma antiga escola em Monson, Massachusetts.
Wesson estava ciente dos designs modulares do fabricante de armas Karl Lewis, propostos durante a gestão de Lewis na Browning e posteriormente aprimorados durante um período passado com a High Standard Firearms. Wesson assinou um acordo de produção com Lewis e começou a configurar os equipamentos de usinagem e fabricação necessários. Instando Lewis a preparar protótipos para exibição em grandes feiras de armas, Wesson começou a promover a empresa, enquanto trabalhava para construir uma rede de vendas e distribuição.[carece de fontes?]

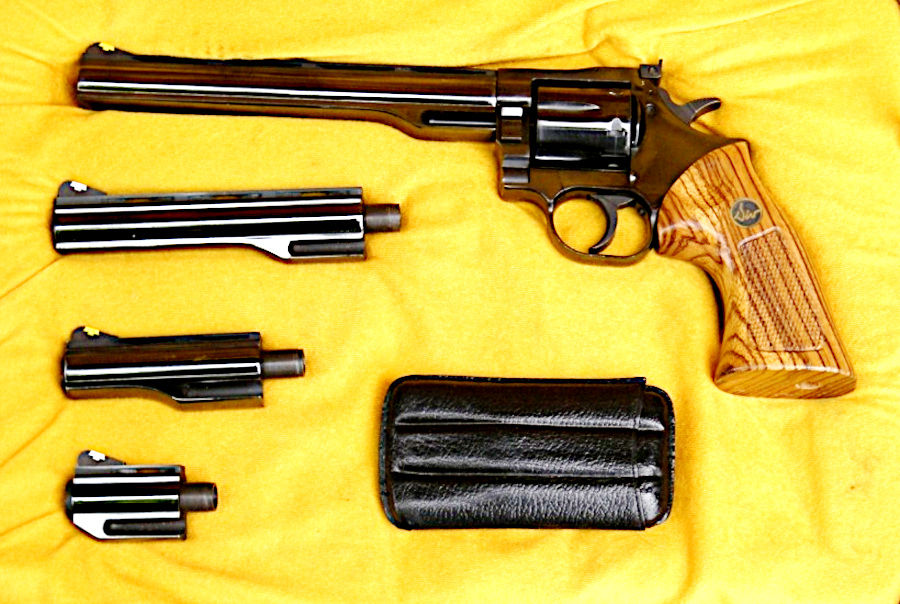
Revólver emblemático da Dan Wesson em .357 Magnum,
acompanham três canos intercambiáveis.

O novo revólver Dan Wesson provou ser extremamente preciso, embora as vendas fossem limitadas, em grande parte devido à aparência pouco ortodoxa da arma. Depois de refazer o design para melhorar sua estética e corrigir algumas falhas de detalhes, Wesson apresentou o modelo revisado como o "Model 15" em calibres .357 Magnum e .22 Long Rifle. Esta nova versão do revólver demonstrou mais uma vez a precisão inerente do design do cano roscado, e o "Model 15" e seu sucessor "Model 15-2" se tornaram extremamente populares entre atiradores civis e caçadores. Uma versão com quadro grande no calibre .44 Magnum foi introduzida em 1980 e também foi um sucesso, particularmente entre os participantes nas competições de silhueta metálica da IMSA. Os novos revólveres se compararam bem em todos os aspectos em ajuste e acabamento aos melhores modelos oferecidos pela Colt e Smith & Wesson, usando quadros de aço molibdênio 4140 fundido com revestimento termicamente fundido com um acabamento em azul profundo e altamente polido. Mais tarde, Dan Wesson ofereceu também revólveres em aço inoxidável. Canos e seus reforços foram construídos de aço cromo molibdênio.
Apesar do sucesso do projeto revisado e das ofertas de novos calibres, a Dan Wesson Arms passou por uma reviravolta significativa e mudanças de propriedade após a morte de Wesson em 1978. A instalação original de Monson e o equipamento de produção ficaram desatualizados e os custos de produção da arma reduziram os lucros. A empresa declarou falência em 1990. A empresa foi inicialmente transferida para Palmer, Massachusetts, e o nome foi alterado para "Dan Wesson Firearms". Em 1995, vendas fracas levaram a mais uma falência, após a qual Bob Serva comprou a corporação e seus ativos, movendo o grupo para Norwich, Nova Iorque, onde está localizado atualmente.
Buscando diversificar sua linha de produtos, a empresa lançou uma popular série de pistolas tipo M1911A1 de alta qualidade em vários calibres. Os revólveres Dan Wesson também voltaram à produção limitada, embora isso exigisse um investimento substancial em novas ferramentas CNC e equipamentos para substituir as antigas ferramentas desgastadas. Apesar do aumento nas vendas, a empresa enfrentou novas dificuldades financeiras e, em fevereiro de 2005, foi comprada pela filial americana do CZ Group.

### Cronologia
| Período      | Nome da empresa      | Local de produção | Estado        | CEO             | Dono                         | Notas                 |
| ------------ | -------------------- | ----------------- | ------------- | --------------- | ---------------------------- | --------------------- |
| 1968–1978    | Dan Wesson Arms Inc. | Monson            | Massachusetts | D. B. Wesson    | D. B. Wesson                 | muito desenvolvimento |
| 1978–1991    | Dan Wesson Arms Inc. | Monson            | Massachusetts | various owners  | vários donos                 |                       |
| 1991–1995    | Wesson Firearms Co.  | Palmer            | Massachusetts | Seth Wesson     | família Wesson               |                       |
| 1996–2005    | Wesson Firearms      | Norwich           | Nova York     | Bob Serva       | New York International Corp. | nova fábrica          |
| 2005–present | Wesson Firearms      | Norwich           | Nova York     | Alice Poluchová | CZ-USA                       |                       |

## Patentes
Patentes da DW sobre revólveres
- Patente E.U.A. 5 225 615 – Compensated barrel shroud 1993-07-06 Talbot; Arventos; Wesson Firearms Co., Inc. (Palmer, MA)
- Patente E.U.A. 5 305 678 – Compensated barrel shroud 1993-04-26 Talbot; Arventos; Wesson, Seth; Wesson Firearms Co., Inc. (Palmer, MA)
- Patente E.U.A. 4 833 809 – Firearm hammer construction 1989-05-30 Domian; MacWilliams; Dan Wesson Arms, Inc. (US)
- Patente E.U.A. 4 807 380 – Firearm (Revolver locked breech mechanism) 1989-02-28 Domian, Robert E. (US) Dan Wesson Arms, Inc. (US)
- Patente E.U.A. 4 833 810 – Firearm (Revolver interchangeable barrel)1989-05-30 Domian, Robert E. (US) Dan Wesson Arms, Inc. (US)
- Patente E.U.A. 4 058 050 – Gun leveling device 1977-11-15 Brouthers, Paul E. Dan Wesson Arms, Inc.
- Patente E.U.A. 4 015 354 – Gun sight 1977-04-05 Brouthers, Paul E. Dan Wesson Arms, Inc.

Patentes de Lewis sobre revólveres
- Patente E.U.A. 3 633 302 – Cylinder Mechanism for Revolver-type Firearms 1972-06-11 Lewis, Karl R. (US)
- Patente E.U.A. 3 683 535 – Handgun Grip Construction 1972-08-15 Lewis, Karl R. (US) Lewis, Karl R. (US)
- Patente E.U.A. 3 648 374 – Adjustable Firearm Sight 1969-08-15 Lewis, Karl R. (US)Lewis, Karl R. (US)
- Patente E.U.A. 3 367 053 – Firearm construction 1968-02-06 Lewis, Karl R. (US)Lewis, Karl R. (US)
- Patente E.U.A. 3 303 594 – Firearm barrel, shroud, frame, and cylinder construction 1967-02-14 Lewis, Karl R. (US)
- Patente E.U.A. 3 237 336 – Cylinder ratchet mechanism for revolver type firearms 1966-03-01 Lewis, Karl R. (US) Browning Industries, Inc.
- Patente E.U.A. 3 157 958 – Hammer safety for fire arms 1964-11-24 Lewis, Karl R. (US) Browning Industries, Inc.
- Patente E.U.A. 3 701 213 – Revolver Firing Mechanism...(SA/DA)1972-10-31 Lewis, Karl R. (US) Colt Industrial Operating Corp. (US)
- Patente E.U.A. 3 163 951 – Firearm firing mechanism 1965-01-05 Lewis, Karl R. (US)
- Patente E.U.A. 2 927 390 – Single and double action revolver firing mechanism 1960-03-08 Lewis, Karl R. (US)